# Новозипков
Новозипков (рус. Новозыбков) је историјски градић у Брјанској области у Русији. 
По попису из 2002. град има 43.038 становника. Статус града има од 1809. Према попису становништва из 2010. у граду је живело 40553 становника.

## Становништво
| 1939.  | 1959.  | 1970.  | 1979.  | 1989.  | 2002.  | 2010.  |
| ------ | ------ | ------ | ------ | ------ | ------ | ------ |
| 24.485 | 25.852 | 34.433 | 41.226 | 44.854 | 43.038 | 40.553 |